# Polyribozom
Polyribozom (též polyzom, vzácně ergozom) je řada ribozomů postupujících podél jediné mRNA molekuly. Tvorba polyzomů je známa u bakterií i u eukaryot. Bakteriální ribozomy se začínají napojovat na mRNA ještě předtím, než vůbec skončí transkripce, a mohou se seřazovat tak těsně, že mezi dvěma sousedními ribozomy je mezera pouhých 80 nukleotidů. Existenci polyribozomů prokázali v roce 1963 Warner, Knoff a Rich.
V řadě případů mají polyribozomy kruhovitý tvar, což umožňuje ribozomům, aby po dokončení translace dané mRNA ihned přesedly z jejího konce na její začátek a znovu spustily translaci. Spojení mRNA do kruhu umožňují zejména vazebné vlastnosti poly(A) vázajícího proteinu a eIF4 iniciačního faktoru.